# Hani Hanjour
Hani Saleh Hanjour (30 août 1972 — 11 septembre 2001) est l'un des 19 pirates de l'air ayant participé aux attentats du 11 septembre 2001. Il faisait partie du commando qui a détourné le vol 77 American Airlines qui s'est écrasé sur le Pentagone. Il aurait fréquenté la maison d'Abdussattar Shaikh à San Diego en décembre 2000.

## Attentats du 11 septembre 2001
Le 11 septembre, il embarqua à bord du vol 77 American Airlines et s'assit en siège 1B. Une demi-heure après le décollage, il participa au détournement de l'avion et prit les commandes de l'avion qui s'écrasa contre le Pentagone à 9 h 37.